# 氏家清吉
4代氏家 清吉（うじいえ せいきち、前名・榮吉、1892年〈明治25年〉4月15日 - 1956年〈昭和31年〉12月14日）は、日本の政治家（貴族院議員）、宮城県多額納税者、地主・家主、銀行家（七十七銀行頭取・会長）。

## 来歴
宮城県伊具郡角田町（現・角田市）における素封家であった「加登清」の屋号を持つ氏家家に生まれる。幼名・栄吉。
旧制角田中学在学中、父の先代清吉が死去したため、同校を中退後、18歳にして家督を継ぎ、前名榮吉を改め襲名した。大地主で、商業、金融業、貸地業を営んだ。また角田郵便局長をつとめた。
仙台に出て、不動産事業や銀行経営に参画。仙台信託、昭和土地、仙台不動産各取締役、宮城植林監査役などをつとめた。貴族院多額納税者議員選挙の互選資格を有した。
1915年（大正4年）、同郷の銀行家、湯村保治によって商業貯蓄銀行（のち仙台興業銀行）に引っ張り出され取締役に就任。1925年（大正14年）から仙台興業銀行の専務になり、仙台信託取締役や宮城商業銀行監査役も兼務した。
1927年（昭和2年）、七十七銀行が宮城商業銀行、仙台興業銀行と合併したため、氏家は、七十七銀行取締役に就任した。このとき、旧宮城商業銀行における多額の不良債権が合併後に発見された。この償却にあたっては、旧宮城商業銀行重役の私財提供（40万円）も要請され、監査役であった氏家も重役10名の一人として38,888円を負担した。
1932年（昭和7年）1月、七十七銀行、東北実業銀行、五城銀行の3行が合併し、新立の七十七銀行が発足した。翌年、氏家は副頭取に就き、1938年（昭和13年）には頭取に就任した。
1936年（昭和11年）宮城県多額納税者として貴族院議員に互選された。11月6日に就任し、研究会に所属して1939年（昭和14年）9月28日まで1期在任した。
1941年（昭和16年）には、七十七銀行の子銀行であった宮城銀行との合併を期に新設された会長に退き、頭取には日本銀行検査部長であった柏木純一が招聘された。
第二次世界大戦後、氏家は再び頭取に復帰した。行内融和を図りながら、銀行を健全経営の軌道にのせるべく、奮闘するも病に倒れ、1956年（昭和31年）12月死去。

## 人物
4代目清吉は氏家家をバンカー家系に変えた。1938年（昭和13年）、紺綬褒章を下賜された。

## 略歴
- 1915年（大正4年）
  - 5月 -角田町収入役[13]。
  - 7月 -商業貯蓄銀行取締役[13]。
- 1922年（大正11年） - 仙台興業銀行取締役[13]。
- 1925年（大正14年） - 同専務取締役[13]。
- 1926年（昭和元年） - 宮城商業銀行監査役[13]。
- 1928年（昭和3年） - 七十七銀行非常勤取締役就任後に、常勤取締役[13]。
- 1932年（昭和7年） - 新立、七十七銀行取締役[13]。
- 1933年（昭和8年） - 同行副頭取[13]。
- 1936年（昭和11年） - 貴族院多額納税者議員（11月6日[20]）。
- 1938年（昭和13年） - 同行頭取[13]。
- 1941年（昭和16年） - 同行会長[13]。
- 1948年（昭和23年） - 同行頭取[13]。
- 1956年（昭和31年） - 死去[13]。

## 家族・親族
氏家家
氏家家の始祖は城下町角田の草分名主の氏家家に仕え、氏家照彦の6代前の清吉の代にその忠勤が認められて主家の姓を名乗ることを許された。4代目清吉まで代々清吉を名乗った。明治維新後、氏家家は角田県庁の御用商人になり、味噌、醤油、酒等を商う一方、田畑を買い集め2代目で近隣一の大地主になった。3代目は若くして県会議員に選ばれたが夭逝した。
- 父・清吉（宮城平民）[1]
- 継母・ひさの（1883年 - ?、宮城、飯淵和三郎の姉）[1]
- 妻・愛子（1893年 - ?、宮城、岡昱太郎の長女）[9]
- 男・榮一（1915年 - 2002年）[9]
  - 同妻・茂子（1918年 - 2010年、東京、吉田善吾の三女）[9]
  - 同長男・照彦
- 二男・卓也（1917年 - 2008年、分家）[3][9]
- 三男（1924年 - ?）[3][9]
- 長女（1919年 - ?）[9]
- 二女（1922年 - ?、東京、石川一郎の長男馨に嫁ぐ）[9]

親戚
- 石川一郎（経団連初代会長、日産化学工業社長） - 二女の夫の父
- 吉田善吾（海軍大臣、海軍大将） - 長男・榮一の妻の父